# فیلتر فعال

یک مثال از فیلتر بالا گذر فعال توپولوژی سالن-کی. از تقویت‌کننده عملیاتی به عنوان یک تقویت‌کننده بافر استفاده می‌شود.

فیلتر فعال یک نوع مدار آنالوگ است. این نمونه مدار آنالوگ یک فیلتر الکترونیکی است که با استفاده از عناصر فعال، معمولاً یک تقویت‌کننده، پیاده‌سازی شده‌است. در طراحی فیلتر، تقویت‌کننده‌ها به منظور بهبود هزینه، عملکرد و پیش‌بینی پذیری فیلتر مورد استفاده قرار می‌گیرند.
یک تقویت‌کننده، از تأثیر امپدانس بار طبقه بعدی، روی مشخصه‌های فیلتر جلوگیری می‌کند. یک فیلتر فعال می‌تواند بدون استفاده از یک سلف بزرگ یا گران‌قیمت، قطب و صفرهای مختلط داشته باشد. غالباً می‌توان شکل پاسخ، Q (ضریب کیفیت)، و فرکانس تنظیم را با مقاومت‌های متغیر کم قیمت تنظیم‌کرد. در برخی از مدارهای فیلتر فعال می‌توان یک پارامتر را بدون تأثیر دیگر پارامترها تنظیم‌کرد.

## انواع
استفاده از عناصر فعال دارای محدودیت‌هایی است. در معادلات پایه طراحی فیلتر، از محدودیت پهنای‌باند تقویت‌کننده‌ها صرفه نظر می‌شود. دستگاه‌های فعال موجود پهنای‌باند محدودی دارند، از این رو اغلب آنها در فرکانس‌های بالا غیرعملی هستند. تقویت‌کننده‌ها توان مصرف می‌کنند و نویز به سیستم تزریق می‌کنند. اگر هیچ مسیر جریان مستقیم (DC) برای جریان بایاس به عناصر تقویت‌کننده نباشد، توپولوژی‌های خاص مدار ممکن است غیرعملی باشند. قابلیت کنترل توان توسط طبقات تقویت‌کننده محدود می‌شود.
پیکربندی مدار فیلتر فعال فیلتر الکترونیکی عبارتند از:
- فیلترهای سالن-کی و وی‌سی‌وی‌اس (حساسیت کم به تغییرات المان)
- فیلترهای حالت متغیر و دو ربعی‌ها یا فیلترهای دو ربعی
- تقویت‌کننده‌های میان‌گذر دوگانه (DABP)
- وین ناچ (Wien notch)
- فیدبک فیلترهای با فیدبک چندگانه
- فلیگ (با کمترین تعداد مولفه برای دو اپ‌امپ اما کنترل خوبی روی فرکانس و نوع دارد)
- Akerberg Mossberg (یکی از انواع توپولوژی‌هایی است که به‌طور کامل و مستقل روی بهره، فرکانس و نوع کنترل دارد)

فیلترهای فعال می‌توانند توابع انتقال مشابه فیلترهای پسیو داشته باشند. توابع انتقال مشترک عبارتند از:
- فیلتر بالا گذر – تضعیف فرکانس‌های پایین‌تر از فرکانس‌های قطع آن‌ها.
- فیلتر پایین گذر – تضعیف فرکانس‌های بالاتر از فرکانس‌های قطع آن‌ها.
- فیلتر میان‌گذر – تضعیف فرکانس‌های بالاتر و پایین‌تر از فرکانس‌هایی که اجازه عبور دارند.[۴]
- فیلتر میان‌نگذر (notch filter)- تضعیف فرکانس‌های خاص درحالیکه بقیه فرکانس‌ها اجازه عبور دارند.

ترکیب آن‌ها امکان‌پذیر است، مانند notch و بالاگذر (در فیلتر رامبل، اکثر رامبل‌های مزاحم که باید حذف شوند از یک فرکانس خاص هستند). مثال دیگر یک فیلتر بیضوی است.

## طراحی فیلترهای فعال
خصوصیاتی که برای طراحی فیلترها، به معرفی نیازدارند عبارتند از:
- دامنه فرکانس‌های موردنظر (باند گذر) همراه با شکل پاسخ فرکانسی. این مورد، تنوع فیلتر (رجوع به بالا) و فرکانس‌های مرکزی یا کناری را نشان می‌دهد.
- امپدانس ورودی و خروجی مورد نیاز، که توپولوژی‌های مدار قابل دسترس را محدود می‌کند؛ به عنوان مثال، اکثر توپولوژی‌های فیلتر فعال، نه همه آنها، یک خروجی بافر (امپدانس پایین) را فراهم می‌کنند. با این حال، به یاد داشته باشید امپدانس خروجی داخلی تقویت‌کننده‌های عملیاتی، در صورت استفاده، ممکن است در فرکانس‌های بالا به‌طور قابل توجهی افزایش یابد و میرایی از آنچه که انتظار می‌رود، کمتر شود. توجه شود که امپدانس ورودی برخی از توپولوژی‌های فیلتر بالا گذر، در فرکانس بالا مثل اتصال کوتاه است.
- محدوده دینامیکی عناصر فعال. تقویت‌کننده نباید با سیگنال‌های ورودی مورد انتظار، اشباع شود (خروجی به اندازه منبع توان برسد) و نباید در چنین دامنه‌های پایینی که نویز بر آن غالب است، فعال باشد.
- درجه‌ای که در آن سیگنال‌های ناخواسته باید حذف شود.
- در مورد فیلترهای میان‌گذر باند باریک، Q پهنای‌باند ۳ دسیبل را تعیین می‌کند، اما میزان حذف فرکانس‌های پایین از فرکانس مرکزی را نیز نشان می‌دهد؛ در صورتی که این دو نیازمندی در تضاد باشند، آنگاه به یک فیلتر میان‌گذر متناوب تنظیم شده(staggered-tuning)، نیاز است.
- برای فیلترهای ناچ، درجه‌ای که سیگنال‌های ناخواسته در فرکانس ناچ باید حذف شوند، دقت مولفه‌ها، به جز Q را مشخص می‌کند. Q توسط شیب موردنظر ناچ (باند حذف فیلتر)، یعنی پهنای‌باند در اطراف ناچ (باند حذف فیلتر) قبل از اینکه میرایی کم شود، کنترل می‌شود.
- برای فیلترهای بالا گذر و پایین گذر (مانند فیلترهای میان‌گذر دور از فرکانس مرکزی) میزان حذف مورد نیاز می‌تواند شیب میرایی مورد نیاز و در نتیجه "مرتبه" فیلتر را تعیین نماید. فیلتر مرتبه دوم تمام قطب، نهایتاً، شیب حدود دسی بل در هر اکتاو (دسی بل/دهه) را می‌دهد، اما شیب نزدیک به فرکانس کناری کمتر است، گاهی اوقات اضافه کردن یک ناچ به فیلتر مورد نیاز است.
- "ریپل" قابل قبول (میزان نوسانات نسبت به یک پاسخ یکنواخت، برحسب دسی بل) در باند عبور فیلترهای بالا گذر و پایین گذر، به همراه شکل منحنی پاسخ فرکانسی در نزدیکی فرکانس کناری، ضریب میرایی یا فاکتور میرایی را تعیین می‌کند (=1/(2Q)). میزان ریپل بر پاسخ فاز و پاسخ زمانی به ورودی موج مربعی نیز تأثیر می‌گذارد. چند شکل پاسخ مهم (ضریب میرایی) که اسم‌های معروفی دارند:
- فیلتر چبیشف – دارای پیک یا ریپل در باندگذر قبل از فرکانس کناری؛ ۰٫۷۰۷۱ برای فیلتر مرتبه دوم.
- فیلتر باترورث (Butterworth filter) – حداکثر پاسخ دامنه یکنواخت؛ Q=۰٫۷۰۷۱ برای فیلترهای مرتبه دوم.
- Linkwitz–رایلی فیلتر – ویژگی‌های مطلوب در کاربردهای تقاطع صدا، سریع‌ترین زمان صعود بدون فراجهش Q = ۰٫۵ (میرای بحرانی)
- فیلتر پینتر یا تامپسون-باترورث انتقالی (Paynter or transitional Thompson-Butterworth) یا فیلتر سازگار (سریع تر از بسل افت می‌کند)؛ Q=۰٫۶۳۹ برای فیلترهای مرتبه دوم
- فیلتر بسل – حداکثر تأخیر گروهی یکنواخت؛ Q=۰٫۵۷۷ برای فیلتر مرتبه دوم. این فیلتر فاز خطی خوب را فراهم می‌کند.
- فیلتر بیضوی یا Cauer فیلتر – یک ناچ (یا "صفر") درست بیرون باند گذر اضافه می‌کند تا در این ناحیه نسبت به ترکیب مرتبه و ضریب میرایی بدون ناچ، شیب بیشتری بدهد. خروجی مشابه فیلتر ایده‌آل است (یعنی، پاسخ یکنواخت خوب هم برای باند گذر و هم برای باند قطع).

### مزایا
- . در فرکانس پایین، مقدار خازن و سلف باید افزایش یابد. با این کار، تلفات به همراه اندازه افزایش می‌یابند. برای غلبه بر آن، به سمت فیلتر فعال می‌رویم. در فیلتر فعال، ما از سلف چشم پوشی می‌کنیم. با این کار اندازه فیلتر کاهش می‌یابد. در فرکانس پایین بهتر است از فیلتر فعال و در فرکانس بالا بهتر است که از فیلتر پسیو استفاده کنید .[نیازمند منبع]
- ویژگی‌های فاز خطی خوب
- باند گذر و باند قطع خوب.

### معایب
- پهنای‌باند تقویت‌کننده بر مشخصات فیلتر تأثیر می‌گذارد.
- بیشینه نرخ تغییرات نیز در فرکانس بالا تأثیر دارد.
- به منابع قدرت بیشتری نیاز دارد.[۵]